# Stephen Parry
Stephen Parry (n. 2 martie 1977, Liverpool, Anglia, Regatul Unit) este un înotător ce a reprezentat Regatul Unit al Marii Britanii și al Irlandei de Nord, medaliat olimpic. A participat la 2 ediții ale Jocurilor Olimpice (2000, 2004) în care a câștigat o medalie de bronz.